# Ларкин, Линда
Линда Ларкин (род. 20 марта 1970) — американская актриса, наиболее известная озвучиванием принцессы Жасмин в полнометражном диснеевском анимационном фильме 1992 года «Аладдин».

## Карьера
Ларкин начала свою карьеру в 1990 году с фильма «Опять попался!», исполнив роль Джоанны.
Её голосом говорит принцесса Жасмин в диснеевском фильме 1992 года «Аладдин». Для озвучивания этой роли студия потребовала от неё говорить более низким голосом, чем её природный голос.
Ларкин исполняла роль Жасмин в сиквелах и других частях франшизы, включая «Возвращение Джафара» и «Аладдин и король разбойников», а также в «Мышиный дом», «София Прекрасная», «Королевство сердец» и в серии видеоигр Disney Infinity.
За свою работу в Disney 19 августа 2011 года Ларкин была удостоена звания легенды Диснея

## Личная жизнь
С 2002 года замужем за актёром и музыкантом Юлом Васкесом.

## Фильмография

### фильмы
| Год     | Заголовок                                           | Роль               | Примечания      |
| ------- | --------------------------------------------------- | ------------------ | --------------- |
| 1990 г. | Опять попылся!                                      | Джоанна            |                 |
| 1992 г. | Аладдин                                             | Жасмин (голос)     | [ 10 ]          |
| 1994 г. | Возвращение Джафара                                 | Жасмин (голос)     | Direct-to-video |
| 1996 г. | Аладдин и король разбойников                        | Жасмин (голос)     | Direct-to-video |
| 1996 г. | Баския                                              | фанатка            |                 |
| 1997 г. | Конец детства                                       | Кэролайн Баллард   |                 |
| 1998 г. | Парень моей девушки                                 | Кори Линдросс      |                 |
| 1999 г. | Знакомства                                          | Неизвестная роль   |                 |
| 1999 г. | Две Нины                                            | Кэрри Боксер       |                 |
| 1999 г. | Окончательное полоскание                            | Труди Тэкл         |                 |
| 1999 г. | Сбежавшая невеста                                   | подруга Гилла      |                 |
| 2000 г. | Лучший друг                                         | Келли              |                 |
| 2000 г. | Страх фантастики                                    | Лиз                |                 |
| 2000 г. | Попечение                                           | Полли              |                 |
| 2004 г. | Узлы                                                | Аннет              |                 |
| 2005 г. | Утроба                                              | Николь Хэнсон      |                 |
| 2005 г. | Лето принадлежит фильму                             | Лето               |                 |
| 2007 г. | Джошуа                                              | г-жа Карен Данфорт |                 |
| 2007 г. | Ты принадлежишь мне                                 | Клара              |                 |
| 2007 г. | Волшебные истории принцесс Диснея: Следуй за мечтой | Жасмин (голос)     | Direct-to-video |
| 2008 г. | Утроба 2: Спасти планету                            | Николь Хэнсон      |                 |
| 2015    | Амок                                                | Джен               |                 |
| 2018    | Ральф против интернета                              | Жасмин (голос)     | [ 10 ]          |

### Телевидение
| Год         | Заголовок                             | Роль                           | Примечания                                    |
| ----------- | ------------------------------------- | ------------------------------ | --------------------------------------------- |
| 1990 г.     | Феррис Бьюллер                        | Стейси                         | Эпизод: «Между камнем и домом Руни»           |
| 1991 г.     | Она написала убийство                 | Официантка                     | Эпизод: «Семейный доктор»                     |
| 1991 г.     | Дуги Хаузер, доктор медицины          | Келли                          | Эпизод: «Танцы с Вандой»                      |
| 1993 г.     | Почти дома                            | Ким                            | Эпизод: «Ты должен быть в картинках»          |
| 1993 г.     | Крылья                                | Лиза                           | Эпизод: «Пока, Банни»                         |
| 1994 г.     | Вечерняя тень                         | Дениз                          | Эпизод: «Странная пара»                       |
| 1994-95     | Аладдин                               | Жасмин (голос)                 | 86 серий                                      |
| 1995 г.     | Аладдин на льду                       | Жасмин (голос)                 | телефильм                                     |
| 1995 г.     | Новости Нью-Йорка                     | Неизвестная роль               | Эпизод: «Вы думали, что Папа был кем-то»      |
| 1995-96 гг. | Закрученные сказки кота Феликса       | Девушки, Дополнительные голоса | 4 серии                                       |
| 1996 г.     | Наш сын, сват                         | Мелани Миллер                  | телефильм                                     |
| 1998 г.     | Троица                                | Алисия                         | Эпизоды: «В жёлтом лесу», «In Loco Parentis». |
| 1999 г.     | Геркулес                              | Жасмин (голос)                 | Эпизод: «Геракл и арабская ночь»              |
| 2002 г.     | Мышиный дом                           | Жасмин (голос)                 | Эпизод: «Женская ночь»                        |
| 2007 г.     | Закон и порядок: Преступное намерение | Мириам Лемле                   | Эпизод: «30»                                  |
| 2013        | София Прекрасная                      | Жасмин (голос)                 | Эпизод: «Двое Тангу»                          |
| 2018-19     | Комиксы Диснея в движении             | Жасмин (голос)                 | 2 серии                                       |

### Видеоигры
| Год     | Заголовок                            | Роль                                           | Примечания |
| ------- | ------------------------------------ | ---------------------------------------------- | ---------- |
| 1998 г. | Квест Диснея по чтению с Аладдином   | Жасмин                                         |            |
| 1998 г. | Disney’s Math Quest with Aladdin     | Жасмин                                         |            |
| 2001 г. | Disney’s Aladdin in Nasira’s Revenge | Жасмин                                         |            |
| 2002 г. | Darkened Skye                        | Скай из Линлорры                               | [ 11 ]     |
| 2002 г. | Kingdom Hearts                       | Жасмин                                         |            |
| 2006 г. | Kingdom Hearts II                    | Жасмин                                         |            |
| 2007 г. | Disney Princess: Enchanted Journey   | Жасмин                                         |            |
| 2007 г. | Disney Princess: Magical Jewels      | Жасмин                                         |            |
| 2011    | Kinect: Disneyland Adventures        | Жасмин                                         |            |
| 2013    | Grand Theft Auto V                   | Вайолет (Бессильная ярость), Местное население |            |
| 2014    | Disney Infinity: Marvel Super Heroes | Жасмин                                         |            |
| 2015    | Disney Infinity 3.0                  | Жасмин                                         |            |